# Крылов, Константин Анатольевич
Константи́н Анато́льевич Крыло́в (18 октября 1967, Москва — 12 мая 2020, Пушкино, Московская область) — российский философ, писатель, поэт, публицист, редактор, журналист, общественный и политический деятель. Один из лидеров русского национально-демократического движения.
Был главой оргкомитета Национал-демократической партии (с марта 2012 года), основателем и президентом «Русского общественного движения» (в 2007—2011 годах «РОД-Россия», с 2011 года — «Ассоциация РОД»). Идеолог «умеренного» русского национализма, являлся главным редактором портала «Агентство политических новостей» (с 2007 года), создателем и главным редактором журнала «Вопросы национализма» (с 2010 года). Ранее — главный редактор газет «Спецназ России» (2003—2007) и «Русский марш» (2007).
Автор ряда книг, публицистических сборников, фантастических рассказов и повестей. Публиковал несколько сборников фантастических романов, повестей и рассказы под псевдонимом Михаил Юрьевич Харитонов, а также иронические стихи под псевдонимом Юдик Шерман.

## Биография
Константин Крылов родился 18 октября 1967 года в Москве в семье служащих. Мать — Валентина Крылова, работала в НИИ информационных систем при ПГУ (Первом Главном Управлении) КГБ, на должности начальника лаборатории.
Учился в московских школах № 148 и № 144. В 1985 году поступил на факультет кибернетики Московского инженерно-физического института (МИФИ). В 1991 году окончил его, получив диплом по специальности «инженер-математик».
После окончания вуза некоторое время работал в Московском авиационном институте (МАИ), откуда перешёл в организованную в 1992 году бывшим начальником НИИ информационных систем внешней разведки КГБ СССР Владимиром Кравченко фирму НИТКОН (ЗАО «Новые Информационные Технологии — Конверсия»), которая занималась разработкой аналитических систем для бизнес-структур. Позднее этот эпизод биографии давал повод оппонентам Крылова к обвинениям его в связях со спецслужбами. Сам Крылов эти обвинения категорически отрицал. По словам Крылова, в НИТКОНе он работал «вначале программистом, потом несколько поднялся — строил словарные классификаторы для систем поддержки принятия решений».
Зимой 1994 года поступил на философский факультет МГУ на кафедру систематической философии. Окончил факультет в 1997 году.
20 апреля 2020 года перенёс геморрагический инсульт, был госпитализирован в Боткинскую больницу, потом его перевезли в реабилитационный центр в Подмосковье. 3 мая снова произошёл разрыв сосуда, был отправлен в реанимацию. Умер 12 мая 2020 года. Кремация состоялась 15 мая 2020 года, прах захоронен на Троекуровском кладбище 20 июня 2020 года.

### Личная жизнь
Был дважды женат. Вторая жена — Надежда Валерьевна Шалимова, с 1998 года, шеф-редактор журнала «Вопросы национализма». В 2012 году упоминалась в СМИ в качестве члена возглавляемого её мужем оргкомитета НДП. Две дочери от первого брака, две — от второго.

## Взгляды
По воспоминаниям Крылова, до семи лет он жил с семьей в коммунальной квартире на Ленинском проспекте в Москве, где «параллельно… жило еще 4 еврейские семьи», таким образом русские были «нацменьшинством». По его словам, это обстоятельство не сделало его «юдофобом», однако определило отдельные особенности в его дальнейшем мировоззрении.
Позиционировал себя как «умеренного, цивилизованного» националиста, активно противопоставлял себя как «либералам», так и сторонникам «имперской» идеологии, называя себя «классическим европейским демократом».
В статье «Русь и Нерусь» (2003) утверждал, что «нерусью» является «совокупность народов, классов, социальных групп, а также профессиональных, конфессиональных и иных сообществ, стремящихся подчинить, подавить или даже уничтожить русских как народ и Россию как самостоятельное государство». По мнению Крылова причины этого стремления могут различаться: «Начиная от вполне рациональных, экономических соображений (например, желания „пограбить“) и кончая иррациональной, абсолютно беспричинной, „животной“ ненавистью ко всему русскому». Вопреки традиционному национализму, согласно которому нации способна противостоять только другая нация, Крылов утверждал, что нация и её интересы могут столкнуться с противостоянием любого сообщества, устроенного на любых принципах, объединённого лишь «отрицательным интересом» к данной нации. По мнению Крылова, эта ограниченность традиционного национализма вызвала появление различных объяснений, включая теории заговора (антисемитские, антимасонские и др.) и теорию антисистем Льва Гумилёва.
«Русское общественное движение» (РОД), основанное Константином Крыловым в 2005 году, идеологически и исторически близкое к ДПНИ, продвигало идею, что в России имеет место постоянный конфликт «русской нации», то есть, в понимании Крылова, объединения славян, большей части финно-угорских и тюркских народов, с «коалицией неруси» — тех, «кто сознательно противопоставил себя русской нации и действует в интересах ограничения ее прав и силового подавления». На практике, к «неруси» объединение причисляло прежде всего иноэтничных жителей России, преимущественно выходцев с Кавказа, из Средней Азии, цыган и евреев. Любые противоправные действия «нерусских» по отношению к «русским» всегда трактовались в качестве преступлений ненависти, проявлений русофобии. На «Русском марше» 4 ноября 2005 года Константин Крылов и Александр Поткин призывали участников марша «избавиться от неруси».
Крылов в первом номере журнала «Вопросы национализма» призывал к «честной полемике», однако предупредил своих оппонентов о запрете на дискуссии о русском народе. Подобно многим другим русским националистам он отождествлял русский народ с русскими националистами, хотя, согласно социологическим опросам и избирательной практике, последние не пользуются авторитетом среди русских. Крылов и А. Н. Севастьянов утверждали, что академическая наука чурается «русской темы». Теоретическая работа, к которой призывал Крылов, в значительной мере представляет собой публицистическую деятельность. Касаясь темы национализма, только немногие из авторов обращаются к научным разработкам этого явления. Авторы журнала ставят задачу анализировать национализм, одновременно занимаясь его развитием и воспроизводством. Крылов замечал, что такие попытки понять самих себя ведут к фанатизму либо к цинизму.
Крылов являлся сторонником введения визового режима со странами Средней Азии и Закавказья, а также выступал за «гражданское оружие». По собственному определению, прозвучавшему в ходе обсуждения «дела Вдовина — Барсенкова» (2010), являлся «правозащитником в хорошем смысле». Выступал сторонником построения национально-демократического государства в России.
В интервью сайту Национал-демократического альянса заявил:

На самом деле, национализм и демократия — это практически одно и то же. Сейчас важно избавить русские организации от последних оставшихся предрассудков по отношению к гражданскому обществу, демократии, свободному рынку. Авторитарные симпатии — это скорее болезнь движения, вроде ветрянки или кори, этим нужно переболеть. Но те, кто переболели, получили иммунитет на всю жизнь. Я вообще-то считаю, что самые лучшие демократы получаются из бывших фашистов.

С 1992 года исповедовал зороастризм: «Я был в Узбекистане, где познакомился с местными персами, которые бежали от так называемой „исламской революции“. Прошло несколько лет, и я <…> был официально посвящён. То есть я не человек, который просто себя объявил зороастрийцем <…> На самом деле я всегда так думал. А потом уже узнал, что это зороастризм. Что ж, мне повезло».

## Общественная и политическая деятельность
Первую общественно-политическую статью «Россияне и русские» Крылов написал в 1993 году и безуспешно пытался опубликовать в её «патриотической прессе».
Автор ряда книг, включая исследования «Поведение» (1997) и «Особенности национального поведения» (2001, в соавторстве с М. Ю. Алексеевым), публицистических сборников «Нет времени» (2007), книги «17 ответов русского националиста» (2008), «Прогнать чертей» (2010) и «Русские вопреки Путину» (2012).
В 1996 году принимал участие в избирательной кампании баллотировавшегося в Мосгордуму президента Ассоциации ветеранов подразделения «Альфа» Сергея Гончарова, избранного депутатом в декабре 1997 года. В 1996 году Крылов начал публиковать статьи в издававшейся этой ассоциацией газете «Спецназ России». Позднее он утверждал, что познакомился с «альфовцами» во время своей работы в НИТКОНе, в числе заказчиков которого было большое число частных охранных предприятий.
По словам Крылова, в 1998 году он «вместе с Егором Холмогоровым и другими» принимал участие в создании сервера «Русская доктрина» (Doctrina.Ru), который стал «одним из первых русских националистических проектов Рунета». После закрытия «Русской доктрины», Крыловым и его единомышленниками был создан новый портал Rossia.org. В 1998 году Крылов зарегистрировал как «личный проект» домен Traditio.Ru. В 2006 году стал инициатором и одним из основателей совместно с Сергеем Нестеровичем интернет-сайта «Традиция: русская энциклопедия», «свободная русская энциклопедия», размещённого на Traditio.Ru.
В 1999 году стал сотрудником информационно-аналитической службы ассоциации «Альфа» и постоянным автором газеты «Спецназа России». Тогда же совместно с Холмогоровым и Антоном Тер-Григоряном Крылов стал учредителем журнала «Эпоха: Политика. Общество. Цивилизация».
В 2001—2003 годах являлся постоянным автором журнала «Отечественные записки», где публиковал ствтьи под своим именем, а также под псевдонимом Игорь Чернышевский. В январе 2003 года Крылов стал редактором отдела политики газеты «Консерватор». В мае газету закрыл издатель из-за проблем с финансированием. В том же году Крылова назначили главным редактором газеты «Спецназ России».
В августе 2004 года «Литературная газета» выпустила статью Крылова «Полночь, 22 июня», в которой автор проводит параллели между деятельностью современных чеченских боевиков и сотрудничеством части чеченцев с нацистами во время Великой Отечественной войны. Публикация вызвала резкую реакцию представителей чеченской диаспоры, попытавшихся добиться возбуждения против Константина Крылова уголовного дела по 282 статье УК РФ («Разжигание национальной розни»). В поддержку Крылова его единомышленники и сочувствующие собрали деньги на оплату юристов. Прокуратура отказала в возбуждении дела. Собранные денежные средства было решено использовать, чтобы создать «русскую правозащитную организацию».
С 2005 года — один из основных организаторов проведения «Русских маршей» в Москве.
В августе 2005 года создано незарегистрированное Русское общественное движение (РОД), учреждённое Константином Крыловым, Вячеславым Макаровым, Сергеем Нестеровичем, Павлом Святенковым и Наталией Холмогоровой. РОД принимал участие в муниципальных выборах и протестных политических акциях, в том числе в подготовке «Русских маршей» в 2005—2009 годах.
В декабре 2006 года Крылов принял участие в восстановительном съезде движения «Родина. КРО» Дмитрия Рогозина и стал членом ЦК организации, но позднее вышел из её состава. В январе 2007 года Крылова назначили главным редактором учрежденной «Родиной. КРО» газеты «Русский марш». Летом 2007 года газета перестала выходить по причине прекращения финансирования.
В начале 2007 года из-за разногласий в руководстве РОДа движение переживает раскол. Крылов вместе с несколькими единомышленниками покидает РОД. После этого он был избран президентом новой организации «РОД-Россия», которую СМИ упоминали также как «'альтернативное' РОД». Исполнительным директором организации становится Наталия Холмогорова.
В сентябре 2007 года назначен главным редактором Агентства политических новостей (АПН) — информационного издания организации «Институт национальной стратегии» (ИНС), созданной в 2004 году Станиславом Белковским. В конце 2007 года Крылов уходит из газеты «Спецназ России» «в связи с идейными расхождениями с редакцией, а также загруженностью на АПН».
8 июня 2008 года РОД-Россия, Движение против нелегальной иммиграции Александра Белова (ДПНИ), незарегистрированная партия «Великая Россия» (председатель партии — Андрей Савельев) [38] и движение «НАРОД» (сопредседателями его были Алексей Навальный, Сергей Гуляев и Захар Прилепин; по некоторой информации, прекратила свое существование в том же 2008 году) подписали соглашение о совместных действиях под названием «Пакт 8-го июня». В июле 2009 года РОД-Россия Крылова учреждает «Фонд поддержки и развития гражданского общества РОД»; президентом которого становится Крылов, а директором — Владимир Тор. Так было создано юридическое лицо, через которое РОД имело возможность заниматься издательской деятельностью, собирать пожертвования, могло быть официальным организатором публичных мероприятий. При этом само движение не регистровалось, поскольку по мнению Крылов и Холмгорова, лучше не ставить «под контроль государства» общественно-политическую организацию.
С осени 2009 года Фонд РОД принимал участие в деятельности организации «Русский вердикт» Алексея Барановского, с целью которое было оказание юридической и публицистической защиты арестованным и осуждённым русским националистам, включая скинхедам, обвинённым в уличных убийствах «инородцев». РОД осуществлял помощь фигурантам ряда громких уголовных «национальных» процессов, в том числе дел Александры Иванниковой, Сергея Аракчеева, Никиты Тихонова и Евгении Хасис. В ноябре 2009 года Крылов и Холмогорова возглавили кампанию в защиту прав Никиты Тихонова и Евгении Хасис, которых арестовали по обвинению в убийстве в январе 2009 года адвоката Станислава Маркелова и журналистки Анастасии Бабуровой. Также РОД добивался от прокуратуры возбуждения уголовных дел по 282 статье против ряда «русофобствующих» журналистов, включая Аллы Боссарт. Ни одного дела по этим запросам возбуждено не было. С 2009 года РОД отказывается от этой практики и начинает последовательно выступать за отмену 282 статьи УК РФ. .
В 2010 году Крылов основал общественно-исторический журнал «Вопросы национализма» и стал его главным редактором. Согласно Крылову, журнал является «печатным органом русских националистов, предназначенным для теоретической работы». Презентация журнала состоялась 14 апреля 2010 года в Госдуме РФ на фракции ЛДПР, где ведущими были Владимир Жириновский и Константин Крылов. Журнал стал проектом созданного в 2005 году «Русского общественного движения» (РОД), ставившего своей целью борьбу с «русофобией» и правовую защиту «русских политзаключенных». Крылов и ответственный секретарь журнала Наталья Холмогорова были среди основателей РОДа. РОД выступало как активный организатор и участник различных акций русских националистов, включая «Русский марш».
В апреле 2011 года движение РОД-Россия преобразовали в Ассоциацию РОД, куда входили региональные движения, такие как РОД-Сибирь и РОД-«Русский блок» (ранее — РОД-Саратов).
22 октября 2011 года стал одним из организаторов московского митинга «Хватит кормить Кавказ» на Болотной площади в Москве.
В конце 2011 года — начале 2012 года Крылов вместе с рядом других националистов принял участие в протестов против фальсификации результатов выборов в России. По причине относительной умеренности РОД, Крылов смог выступить на многих крупных акциях «За честные выборы». Он выступал на митингах 10 и 24 декабря 2011 года в Москве. Согласно СМИ, националисты, включая Тора, Крылова и других, во время протестных акций в этот период предпринимали попытки «действовать как респектабельные политики», казаться «рукопожатными» и «цивилизованными». Крылов утверждал, что его соратники принимали участие в мероприятиях в первую очередь в качестве граждан страны («националистам естественно быть со своим народом»). В мае 2012 года Константин Крылов принимал участие в акциях протеста на Чистых прудах у памятника Абаю Кунанбаеву.
В начале февраля 2012 года Русское общественное движение Крылова и Русский гражданский союз (РГС) Антона Сусова решают создать единую национал-демократическую партии с «рабочим названием» «Гражданская платформа». В марте 2012 года было объявлено, что на основе РОДа, РГС и ряда других националистических движений, была создана Национально-демократическая партия (НДП). В том же месяце был избран оргкомитет партии, главой которого стал Крылов; главой исполнительного комитета — Владимир Тор. Манифест НДП требовал сделать Россию «русским национальным государством» («право русского народа на Россию должно быть закреплено в Конституции»), заявлял о недопустимости любых «авторитарных и диктаторских форм правления»; национал-демократы выступили за ужесточение миграционной политики, и одновременно за равноправие и большую самостоятельность регионов России. Из-за судимости Крылов формально не мог возглавлять НДП, тем не менее фактически воспринимался как её глава.
В сентябре-октябре 2012 года уже в качестве лидера НДП Крылов участвовал в выборах в националистическую курию Координационного совета оппозиции и занимает по результатам голосования четвёртое место, входя в пятёрку членов курии. КСО существовал год, в 2013 году прекратив работу.
С 2014 года почти еженедельно читал лекции для всех желающих на разнообразные темы. Активно принял участие в различных кампаниях по поддержке Юго-Востока Украины. В январе 2016 года входит в состав «Комитета 25 января», позднее переименованного в «Общерусское национальное движение под руководством Игоря Стрелкова». В марте 2020 года Крылов подписал обращение против принятия поправок к Конституции России.

## Уголовное преследование
На митинге «Хватит кормить Кавказ» 22 октября 2011 года на Болотной площади в Москве произнёс следующую речь:
Когда последний раз вы покупали в магазине дешёвые и качественные чеченские товары? Кто хоть раз покупал продукцию чеченского производства? Есть такие? Нет? Нет, значит, в магазинах продукции чеченского производства. Я, честно говоря, не видел в магазинах и ингушских товаров, и дагестанских телевизоров почему-то нет. Я точно так же не вижу адыгейской электроники. И много чего я ещё не вижу. У меня есть такое подозрение, друзья мои, что они не производят там ни-че-го… Может быть, на Кавказе перепроизводство кавказцев и недопроизводство всего остального? Пора кончать с этой странной экономической моделью.
3 ноября 2011 года в отношении Крылова было возбуждено уголовное дело по 282 статье «по факту экстремистских высказываний в ходе митинга».
Центр «Сова» отметил, что «в своей речи Крылов крайне неприязненно отзывался о „кавказцах“, он также огульно обвинил их в том, что они убивают русских и коррумпируют полицию. Это может рассматриваться как унижение достоинства людей по национальному признаку, что входит в состав ст. 282 УК». При этом, по мнению Центр «Сова», «такого рода высказывания, не связанные ни с какими подстрекательскими призывами, не должны быть предметом уголовного преследования».
4 ноября Крылова задержали и допросили, после чего он был отпущен под подписку о невыезде.
В январе 2013 года по делу Крылова Замоскворецкий районный суд Москвы вынес приговор, признав его виновным в возбуждении национальной ненависти и приговорив к 120 часам обязательных работ. Амнистирован в мае 2014 года.
По инициативе учёного и писателя Кирилла Еськова и целого ряда «писателей-фантастов, переводчиков, издателей и просто любителей фантастики» было составлено открытое письмо-протест против суда над Крыловым, под которым подписались ряд известных людей указанных профессий вне зависимости от политических убеждений и национальной принадлежности.

## Оценки
Разные источники называли Крылова ведущим идеологом «интеллектуального» русского национализма. В марте 2012 года политический технолог Станислав Белковский высказал мнение, что Крылов вместе с Алексеем Навальным был способен стать одним из лидеров «широкого национал-демократического движения в России».
По результатам опроса, проведённого в 2009 году сайтом Openspace (ныне Colta.ru), в котором было отдано более 40 тысяч голосов, Крылов занял пятое место среди самых влиятельных интеллектуалов России.

## Литературное творчество

### Михаил Харитонов
Вёл журнал haritonov от имени Михаила Харитонова. В конце 2006 года Крылов в своём «Живом Журнале» в комментариях к одному из сообщений официально признал, что Михаил Юрьевич Харитонов — его псевдоним. Под этим псевдонимом был опубликован ряд фантастических и публицистических произведений. Излюбленный жанр, согласно аннотации к двухтомнику 2010 г., «ироническая фантастика с конспирологическим уклоном».
Рассказы Харитонова были рекомендованы издательству АСТ писателем Сергеем Лукьяненко, обнаружившим их в Интернете. В этот период времени авторство псевдонима было неизвестно, и о том, кто на самом деле за ним скрывается, Лукьяненко сообщили в издательстве позднее, когда первый сборник уже был подписан в печать.
Написал совместный с Юрием Нестеренко роман в жанре альтернативной истории «Юбер аллес».
В 2013—2018 годах написал роман «Факап», иронико-конспирологически деконструирующий «Мир Полудня» братьев Стругацких. В 2016 году также закончил первоначально замышлявшуюся как приложение к «Факапу» повесть «Рубидий», сходным образом переосмысляющую мир повести Стругацких «Понедельник начинается в субботу».
Роман «Факап» (название от английского fuck up — «лажа, косяк, грубый промах»), последовательная деконструкция советского утопического проекта, распространялся в электронном виде под псевдонимом «Михаил Харитонов», а в 2022 году последовало посмертное издание. Публицист Егор Холмогоров утверждал, что роман выполнен в жанре твёрдой научной фантастики, который позволяет постмодернистски «переварить и поглотить» весь мир Стругацких. В полемическом запале критик даже заявил, что «Стругацкие диалектически „сняты“ этим текстом и принципиального значения теперь не имеют». На одном из уровней прочтения роман выполнен в «административно-производственном» жанре, демонстрируя устройство отношений в сложной бюрократической системе. В романе также развиты традиции классического русского романа Гоголя и Достоевского: «Двойничество, чиновник и дубль чиновника, лишний человек…» В «Факапе» хватает аллюзий к распаду СССР, которые «в 2020 году …уже выглядят как аллюзия на происходящее в США». Однако предпринятая К. Крыловым деконструкция исходного мира настолько радикальна, что к финалу он деконструировал и главного героя, и собственную модель мира, что критиком оценивалось как главная ошибка романиста. В политическом отношении текст получился прокоммунистическим, не соответствуя ни политической философии автора, ни логике романного повествования.
Деконструкция Мира Полдня некоторыми критиками сравнивалась с десакрализацией: «…известные нам с детства события остались ровно теми же самыми, а вот смысл происходящего после „разъяснений“ Харитонова изменился до неузнаваемости». Например, коммунизм оказался следствием тотальной ядерной войны, так называемого «Рассвета», Аврора (планета, на которой располагался город Арканар) и Надежда (мёртвая планета из повести «Жук в муравейнике») — это один и тот же мир, а в финале оказалось, что супер-сциентистская цивилизация Тагоры является инициатором эксперимента с зарождением на Земле разумной жизни и она же устроила Рассвет из-за неконтролируемого развития индустриальной цивилизации. В результате коммунистическая Земля — это криптоколония Тагоры, резидентом которой является Леонид Горбовский, чаще именуемый в тексте «Горби». Мир романа К. Крылова может характеризоваться как либерально-коммунистический либо даже как «политикум брежневского СССР с Мировым советом, которые ничего не решает, с Президиумом, который решает всё, с подковёрными играми и несменяемой геронтократией».
С 9 мая 2013 года публиковал в сети роман-эпопею «Золотой ключ, или Похождения Буратины» (закончен первый том). Роман был номинирован на премию «Новые горизонты», опубликован первый том.
Осенью 2019 года была опубликована вторая книга (разбитая на две части) романа-эпопеи.
В 2021 году посмертно опубликованы третья часть романа-эпопеи (с некоторыми лакунами, оставшимися вследствие кончины автора) и «Claviculae» (дополнения и комментарии к роману).
В мае 2020 года посмертно была опубликована написанная в соавторстве с Кириллом Еськовым книга «Rossija (reload game)».

### Юдик Шерман
Под псевдонимом «Юдик Шерман» («Моё полное имя — Юдвиг Шерман, Солнечный Ариец…») Крыловым написаны многочисленные иронические стихотворения и прозаические миниатюры, изобилующие ненормативной лексикой и гротескно пародирующие антисемитизм как навязчивую идею и «тусовочный постмодернизм» русскоязычной литературы.
В 2006 году Крылов под псевдонимом Юдик Шерман выпустил сборник стихов «Удивительный Юдик Шерман, жыд-песнопевец. Избранный».

## В культуре
Под собственным именем фигурирует в романе фантаста Юрия Никитина «Скифы».
Как Михаил Харитонов фигурирует в романе Михаила Харитонова и Юрия Нестеренко «Юбер аллес», где знакомит главного героя со своею лекцией об уязвимости тоталитаризма в сравнении с демократией.
В романе Дометия Завольского «Мы с Мишкой. Удивительные истории из рукописи неизвестного советского писателя» глава «Как мы с Мишкой чуть не стали масонами» посвящена Михаилу Юрьевичу Харитонову, а в ироническом послесловии («Научное предисловие, которое можно прочитать и после книги») упоминается «фантаст Михаил Харитонов, он же философ Константин Крылов» как лицо, несомненно повлиявшее на квазианонимного автора.